# Jherson Vergara
Jherson Vergara Amú (* 26. Mai 1994 in Florida) ist ein kolumbianischer Fußballspieler. Der Innenverteidiger spielte zuletzt bis Januar 2022 für die US Vibonese Calcio in der Serie C. In den vorherigen Jahren stand er bei vielen italienischen Fußballvereinen, unter anderem bei der AC Mailand und beim FC Parma unter Vertrag, konnte sich aber bei keinem längerfristig durchsetzen. Mit der kolumbianischen U20-Nationalmannschaft gewann er im Jahr 2013 die U20-Südamerikameisterschaft.

## Spielerkarriere

### Verein

#### Karrierebeginn in Kolumbien
Vergara begann seine Karriere in der Jugend von Boca Juniors de Cali. Im Jahr 2011 wechselte er zu Deportes Quindío und wurde von dort für 2 Jahre an Universitario Popayán in die Categoría Primera B ausgeliehen. Bei seinem Leihverein spielte er erstmals regelmäßig im Profifußball und machte durch die erfolgreiche U20-Südamerikameisterschaft 2013 auch mehrere europäische Fußballvereine auf sich aufmerksam.

#### Zeit in Mailand mit vier Leihen
Zur Saison 2013/14 wechselte Vergara nach Italien zur AC Mailand. In der Sommervorbereitung spielte er in mehreren Testspielen für die Mailänder, unter anderem beim Audi Cup, aber in der Hinrunde absolvierte er kein Pflichtspiel für die Italiener.
Daraufhin wechselte er per Leihe für die Rückrunde zum FC Parma, doch auch dort kam er in keinem Pflichtspiel zum Einsatz.
Für die Saison 2014/15 folgte die Leihe zur US Avellino in die Serie B. Ende September 2014 erzielte er in seinem ersten Spiel für seinen neuen Verein auch sein erstes Vereinstor als Profifußballer und führte seine Mannschaft damit im Ligaspiel gegen die US Latina Calcio zum 1:2-Auswärtssieg. Er erreichte mit Avellino das Halbfinale der Aufstiegs-Play-offs, dort scheitere man allerdings knapp gegen den späteren Aufsteiger FC Bologna. Insgesamt spielte Vergara in diesem Jahr relativ regelmäßig und kam auf 16 Pflichtspieleinsätze.
Ende August 2015 wechselte er erneut per Leihe in die Serie B, dieses Mal zur AS Livorno. Für Livorno spielte Vergara in der Saison 2015/16 22-mal und erzielte dabei ein Tor. Der Verein beendete die Saison auf dem 20. Tabellenplatz, was den Abstieg in die Serie C bedeutete.

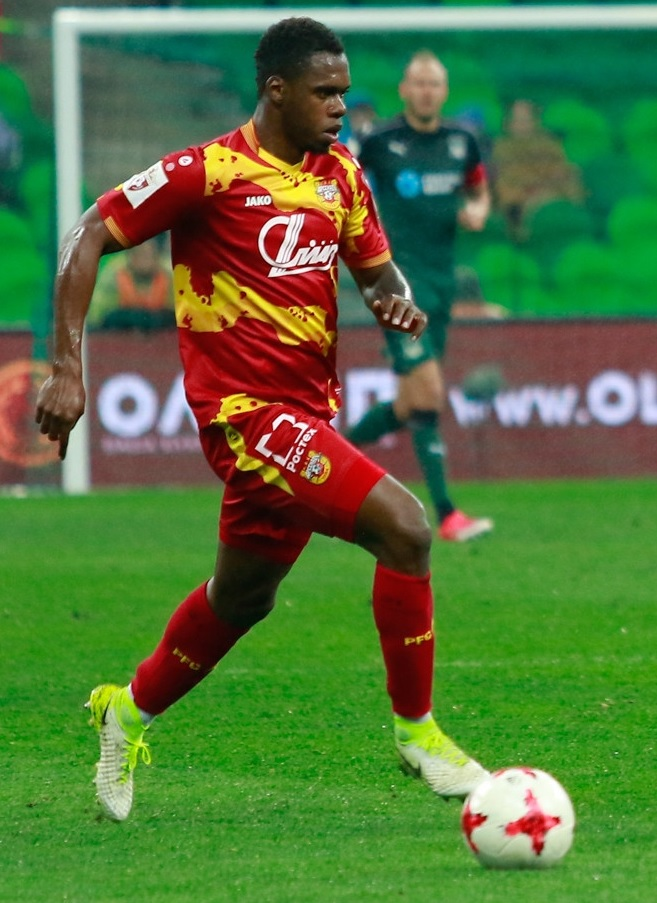
Vergara im Trikot von Arsenal Tula (2017)

Nach 2 Jahren in der Serie B wechselte Vergara für die Spielzeit 2016/17 leihweise zu Arsenal Tula in die russische Premjer-Liga. Wie auch in den vorherigen Leihstationen spielte er auch in Russland relativ regelmäßig und kam insgesamt auf 18 Pflichtspieleinsätze. Arsenal Tula kämpfte in diesem Jahr lange gegen den Abstieg und konnte den Klassenerhalt erst in der Relegation gegen FK Jenissei Krasnojarsk sichern.
Im Sommer 2017 scheiterte eine Leihe nach Bari kurz vor Ende des Transferfenster, da der Vertrag nicht rechtzeitig übermittelt wurde. Dadurch blieb Vergara für diese Spielzeit in Mailand, spielte aber in den Plänen von Cheftrainer Vincenzo Montella und später Gennaro Gattuso überhaupt keine Rolle.

#### Über Cagliari in die Serie C
Ohne ein Pflichtspiel für Milan bestritten zu haben, wechselte er im Sommer 2018 ligaintern zu Cagliari Calcio und wurde von dort aus direkt an Olbia Calcio 1905 in die Serie C ausgeliehen. Für seinen neuen Verein bestritt er in der Hinrunde der Saison 2018/19 nur 3 Ligaspiele, worauf Ende Januar 2019 die Leihe und auch der Vertrag bei Cagliari aufgelöst wurde.
Für die Play-outs der Serie C im Juni 2020 kehrte er zu Olbia Calcio zurück. Der Verein sicherte sich in den beiden Spielen gegen die AS Giana Erminio den Klassenerhalt, Vergara kam dabei nicht zum Einsatz.
Nach 8 Monaten ohne Verein wechselte Vergara im März 2021 zur US Vibonese Calcio in die Serie C und unterschrieb dort einen Vertrag für die restliche Spielzeit, welcher im Juli 2021 um ein weiteres Jahr verlängert wurde. Bei Vibonese spielte er sich sehr schnell in der Startelf und in der Hinrunde der Saison 2021/22 führte er sein Team als Mannschaftskapitän an. Ohne genaue Angabe der Gründe, wurde Ende Januar 2022 der Vertrag zwischen Vergara und Vibonese Calcio einvernehmlich aufgelöst. Am Ende der Spielzeit stieg der Verein in die Serie D ab.

### Nationalmannschaft
Vergara spielte von 2011 bis 2016 für die unterschiedlichen Junioren-Nationalmannschaften von Kolumbien. Mit der U20-Auswahl konnte er im Jahr 2013 die U20-Südamerikameisterschaft gewinnen. Durch diesen Erfolg qualifizierte sich die Auswahlmannschaft auch für die U20-Weltmeisterschaft 2013 in der Türkei. Bei der Weltmeisterschaft war Vergara in der Startelf der Kolumbianer gesetzt und die Mannschaft erreichte das Achtelfinale des Turniers. Dieses verlor die U20-Auswahl allerdings knapp im Elfmeterschießen gegen Südkorea. Im März 2016 gehörte er der kolumbianischen Auswahl für die Qualifikation zu den Olympischen Sommerspielen 2016 in Rio de Janeiro an, welche sich nach Hin- und Rückspiel gegen die USA durchsetzen konnte. Vergara kam in beiden Spielen nicht zum Einsatz und auch in den späteren Kader für das olympische Fußballturnier wurde er nicht einberufen.

## Erfolge
- U20-Südamerikameister: 2013 (Kolumbien U20)